# Lipaugus fuscocinereus
A Lipaugus fuscocinereus a madarak osztályának verébalakúak (Passeriformes) rendjébe és a kotingafélék (Cotingidae) családjába tartozó faj.

## Rendszerezése
A fajt Frédéric de Lafresnaye francia ornitológus írta le 1843-ban, a Querula nembe Querula fuscocinerea néven.

## Előfordulása
Az Andok hegységben, Ecuador, Kolumbia és Peru területén honos. A természetes élőhelye a szubtrópusi vagy trópusi hegyi esőerdők.

## Megjelenése
Testhossza 33 centiméter, testtömege 120-138 gramm.

## Életmódja
Gyümölcsökkel táplálkozik, valószínűleg rovarokat is fogyaszt.

## Külső hivatkozások
- Képek az interneten a fajról
- Xeno-canto.org - a faj hangja és elterjedési területe